# Altopiano di Xiangkhoang
L'altopiano di Xiangkhoang, noto in passato come altopiano del Tranninh, è un tavolato dalla complessa struttura geologica situato nel Laos centro-settentrionale. Costituisce una propaggine occidentale del settore settentrionale della Catena Annamita; è bagnato soprattutto dai fiumi Ngum e Ngiap (Nhiêp) a sud e dal fiume Khan a nord, tutti quanti affluenti del Mekong. In passato le colline calcaree e arenarie dell'altopiano erano ricoperte da foresta pluviale monsonica tropicale, ma la pratica dell'agricoltura taglia e brucia effettuata dalle popolazioni montanare Hmong (Miao o Meo) e Lao-Theung (Mon-Khmer) ha portato alla sua quasi totale scomparsa, tanto che ne rimangono solamente sparuti boschetti di querce e pini, soprattutto lungo i corsi d'acqua. Intorno alla città di Xiangkhoang vengono sfruttati depositi di oro alluvionale, antimonio, rame, piombo, zinco e argento.